# Гравлакс
Гравлакс (на шведски: gravlax; на датски: gravlax; на норвежки: gravlaks; на фински: graavilohi; на исландски: graflax) е скандинавско ястие от сурова сьомга, подправена със сол, захар и копър. Гравлакс се сервира обикновено като мезе или разядка, фино нарязан и придружен със специален сос - hovmästarsås (или още gravlaxsås), копър или горчица, или върху някакъв хляб или заедно с картофи.
През Средновековието гравлакс е приготвян от рибари, които са осолявали сьомгата и дори са предизвиквали лека ферментация, зарявайки рибата в пясъка при прилив. Думата „гравлакс“ идва от скандинавските думи за гроб или дупка в земята (grav) и от сьомга (lax или laks) - т.е. сьомга, заровена в земята. На вкус така приготвеният гравлакс прилича на едно друго скандинавско ястие — суштрьоминг.
По магазините продават и пушен гравлакс, но това е отклонение от класическата рецепта, която изключва опушване и според която рибата трябва да бъде сурова.